# Isanolsäure
Isanolsäure ist eine ungesättigte, konjugierte und hydroxylierte Fettsäure, die zwei Dreifachbindungen sowie eine terminale Doppelbindung aufweist. Sie zählt zu den Diinen und Eninen sowie zu den Alkin- und Alkensäuren. Die verwandte Isansäure hat dieselbe Grundstruktur, ist aber nicht hydroxyliert.

## Vorkommen

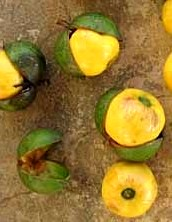
Das Samenöl von Ongokea gore enthält Isanolsäure

Isanolsäure kommt im Isanoöl, dem Samenöl von Ongokea gore vor, dabei beträgt der Gehalt bis zu 15 % der gesamten Fettsäuren.

## Reaktionen
Mit Phenol reagiert Isanolsäure je nach Reaktionsbedingungen zu Enolethern oder Vinylaromaten.